# 冰岛总统列表

冰岛共和国总统旗帜

冰岛总统是冰岛的国家元首，拥有有限的权力，大部分權力由冰島總理執行。总统选举四年一届，宪法对总统任届没有限制，同一人可以多次连选连任。从1944年成立共和國至今为止，冰岛共有过七位总统，此前的國家元首則由丹麥國王兼任。现任总统为哈德拉·托马斯多蒂尔，於2024年8月1日就任。总统的居住府邸位于奧爾塔內斯镇上，离雷克雅維克不远。

## 冰岛总统列表
| 代 | 总统姓名                           | 总统姓名 | 届期         | 就任年月日            | 退任年月日   | 所属政党 |
| -- | ---------------------------------- | -------- | ------------ | --------------------- | ------------ | -------- |
| 1  | 斯温·布扬松 （1881-1952）          |          | 第1屆        | 1944年6月17日         | 1945年       | 無黨派   |
| 1  | 斯温·布扬松 （1881-1952）          | 第2屆    | 1945年       | 1949年                |              | 無黨派   |
| 1  | 斯温·布扬松 （1881-1952）          | 第3屆    | 1949年       | 1952年1月25日任內逝世 |              | 無黨派   |
| 2  | 奥斯吉尔·奥斯吉尔松 （1894-1972）  |          | 第1屆        | 1952年8月1日          | 1956年8月1日 | 進步黨   |
| 2  | 奥斯吉尔·奥斯吉尔松 （1894-1972）  | 第2屆    | 1956年8月1日 | 1960年8月1日          |              | 進步黨   |
| 2  | 奥斯吉尔·奥斯吉尔松 （1894-1972）  | 第3屆    | 1960年8月1日 | 1964年8月1日          |              | 進步黨   |
| 2  | 奥斯吉尔·奥斯吉尔松 （1894-1972）  | 第4屆    | 1964年8月1日 | 1968年8月1日          |              | 進步黨   |
| 3  | 克里斯蒂安·埃尔亚恩 （1916-1982）  |          | 第1屆        | 1968年8月1日          | 1972年8月1日 | 無黨派   |
| 3  | 克里斯蒂安·埃尔亚恩 （1916-1982）  | 第2屆    | 1972年8月1日 | 1976年8月1日          |              | 無黨派   |
| 3  | 克里斯蒂安·埃尔亚恩 （1916-1982）  | 第3屆    | 1976年8月1日 | 1980年8月1日          |              | 無黨派   |
| 4  | 维格迪丝·芬博阿多蒂尔 （1930-）    |          | 第1屆        | 1980年8月1日          | 1984年8月1日 | 無黨派   |
| 4  | 维格迪丝·芬博阿多蒂尔 （1930-）    | 第2屆    | 1984年8月4日 | 1988年8月1日          |              | 無黨派   |
| 4  | 维格迪丝·芬博阿多蒂尔 （1930-）    | 第3屆    | 1988年8月1日 | 1992年8月1日          |              | 無黨派   |
| 4  | 维格迪丝·芬博阿多蒂尔 （1930-）    | 第4屆    | 1992年8月1日 | 1996年8月1日          |              | 無黨派   |
| 5  | 奥拉维尔·拉格纳·格里姆松 （1943-） |          | 第1屆        | 1996年8月1日          | 2000年8月1日 | 無黨派   |
| 5  | 奥拉维尔·拉格纳·格里姆松 （1943-） | 第2屆    | 2000年8月1日 | 2004年8月1日          |              | 無黨派   |
| 5  | 奥拉维尔·拉格纳·格里姆松 （1943-） | 第3屆    | 2004年8月1日 | 2008年8月1日          |              | 無黨派   |
| 5  | 奥拉维尔·拉格纳·格里姆松 （1943-） | 第4屆    | 2008年8月1日 | 2012年8月1日          |              | 無黨派   |
| 5  | 奥拉维尔·拉格纳·格里姆松 （1943-） | 第5屆    | 2012年8月1日 | 2016年8月1日          |              | 無黨派   |
| 6  | 古德尼·約翰內森 （1968-）          |          | 第1屆        | 2016年8月1日          | 2020年8月1日 | 無黨派   |
| 6  | 古德尼·約翰內森 （1968-）          | 第2屆    | 2020年8月1日 | 2024年8月1日          |              | 無黨派   |
| 7  | 哈德拉·托马斯多蒂尔 （1968-）      |          | 第1屆        | 2024年8月1日          | 現任         | 无党派   |